# Anima (Riccardo Cocciante)
 Anima, pubblicato nel maggio 1974, è il terzo album del cantante Riccardo Cocciante, che lo fa conoscere al grande pubblico portandolo in cima alle classifiche, grazie al singolo di successo Bella senz'anima.
Il brano Qui venne presentato al Festival di Sanremo 1974 da Rossella.
I brani Lucia e Se io fossi, accreditati in SIAE come scritti dal solo Marco Luberti, in copertina sono riportati per errore come scritti da Luberti, Cassella e Cocciante

## Tracce
LATO A
1. Bella senz'anima (testo: Marco Luberti, Amerigo Paolo Cassella – musica: Riccardo Cocciante; edizioni musicali Delta Italiana, RCA) – Arrangiamento di Franco Pisano
2. Il mio modo di vivere (testo: Marco Luberti, Amerigo Paolo Cassella – musica: Riccardo Cocciante; edizioni musicali Delta Italiana, RCA) – Arrangiamento di Franco Pisano
3. L'odore del pane (testo: Marco Luberti, Amerigo Paolo Cassella – musica: Riccardo Cocciante; edizioni musicali Delta Italiana, RCA) – Arrangiamento di Franco Pisano
4. Qui (testo: Marco Luberti, Amerigo Paolo Cassella – musica: Riccardo Cocciante; edizioni musicali Delta Italiana, RCA) – Arrangiamento di Ennio Morricone

LATO B
1. Quando finisce un amore (testo: Marco Luberti, Amerigo Paolo Cassella – musica: Riccardo Cocciante; edizioni musicali Delta Italiana, RCA) – Arrangiamento di Ennio Morricone
2. Lucia (Marco Luberti; edizioni musicali Delta Italiana, RCA) – Arrangiamento di Ennio Morricone
3. Puoi chiamarmi col mio nome (testo: Marco Luberti, Amerigo Paolo Cassella – musica: Riccardo Cocciante; edizioni musicali Delta Italiana, RCA) – Arrangiamento di Ennio Morricone
4. Se io fossi (Marco Luberti; edizioni musicali Delta Italiana, RCA) – Arrangiamento di Franco Pisano